# Journal of Human Hypertension
Il Journal of Human Hypertension è una rivista medica mensile sottoposta a revisione paritaria, che pubblica ricerche inerenti l'ipertensione arteriosa. È stata fondata nel 1987 ed è pubblicata dalla Nature Publishing Group. 
Il caporedattore è Michael Stowasser (Università del Queensland). 
Secondo il Journal Citation Reports, nel 2020 il Journal of Human Hypertension ha avuto un fattore di impatto pari a 3,012, classificandosi al 33º posto su 65 riviste nella categoria "Malattie vascolari periferiche".[1] Al 2025 ha avuto un indice H pari a 110.